# 选举让步协议
选举让步协议（拉丁语：capitulatio caesarea）最初是欧洲部分地区（主要是神圣罗马帝国）的书面协议，从13世纪开始，采邑主教候选人必须在选举空缺主教前同意大教堂分会（cathedral chapter）提出的一系列前提条件。
从1519年查理五世皇帝的选举开始，选帝侯向未来的皇帝提出了类似的选举让步协议。在主教和皇帝的选举让步协议中，候选人发誓如果他当选，将尊重让步协议中规定的条款和条件。让步协议通常重申选帝侯的特权，并对未来的采邑主教或皇帝行使的权力进行限制。

## 神圣罗马帝国

### 主教选举

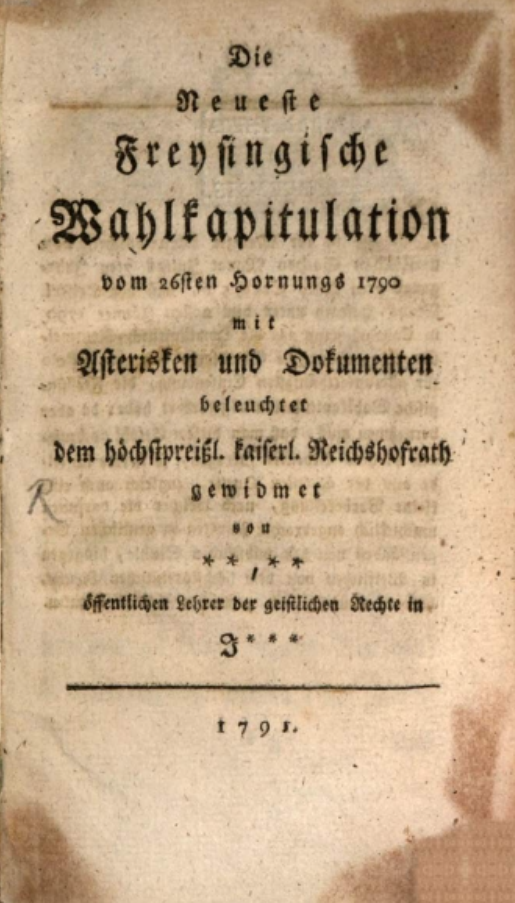
1790年弗赖辛新任采邑主教同意的选举让步协议的扉页

在采邑主教选举中使用选举让步协议的做法始于13世纪上半叶，并逐渐被神圣罗马帝国的所有采邑主教区采用。教宗英诺森十二世和皇帝分别于1695年与1698年禁止在主教选举前签署选举让步协议，但大教堂分会（cathedral chapter）无视这一禁令，直到19世纪初帝国灭亡时，采邑主教候选人仍需签署这一协议。

### 帝国选举
从13世纪开始，神圣罗马帝国选举罗马人的国王的选举机构就是由选帝侯组成的。从1519年查理五世的选举开始，选帝侯向未来的神圣罗马帝国皇帝提出了《选举让步协议书》。
在与法国的谈判后达成的威斯特伐利亚和约中，神圣罗马帝国皇帝斐迪南三世的选举让步协议被废除，其中规定帝国权利（Reichsrecht）和帝国财产（Reichsgüter）的条款被剥离，法国被赋予对阿尔萨斯和洛林领土的全部主权。 
1711 年的选举让步协议试图在预先指定的让步协议中为未来的皇帝制定规则。它包括禁止帝国变成世袭君主制的条款。选帝侯试图通过这种方式保护他们的政治地位及利益。然而，这些文件从未得到皇帝的批准，因此从未被提升为帝国法规（Reichsgesetz）。

## 斯堪的纳维亚
挪威在1449年至1648年期间（克里斯蒂安一世和卡尔·克努特松期间）采用了选举让步协议，1449年和1524年（弗雷德里克一世）的选举让步协议只适用于挪威，而其他的选举让步协议则只适用于丹麦，但由于国王以共主联邦的方式统治挪威，因此这些剩余的协议也自动适用于挪威。1648年的让步协议在1660年由于君主专制被废除。让步协议是加冕的先决条件。在让步协议和加冕之间的这段时间里，国王的头衔是“当选国王”（erwählter König或utvalgt konge）。尽管各个让步协议有很大差异，但它们都有一个共同点：它们都强调Reichsratskonstitutionalismus（"帝国议会立宪主义"）的原则，其中包含了帝国议会（Reichsrat）参与重要政府决策的权利。甚至授予本地贵族政府职位的权重也越来越大——在丹麦，对德意志贵族的重视；在挪威，对德意志和丹麦贵族的重视。 

## 波兰
在1573年至1764年间，pacta conventa（拉丁语，意为「协议条款」）是波兰贵族（Szlachta）与新当选的国王之间签订的契约协议。波兰国王亨利在1573年签署的协议，即所谓的「亨利条款」，是后来所有波兰君主在各自的契约之外必须签署的。

## 教宗选举
从15世纪到17世纪的很长一段时间里，在新教宗的选举中，枢机主教团要求签订选举让步协议是很常见的。早在1352年，就为教宗英诺森六世的选举编制了一份选举让步协议，尽管他宣布它无效。康斯坦茨大公会议（1414-1417年）认为，格雷戈里十二世和对立教宗本笃十三世犯了伪证罪，因为他们违背了选举让步协议中的条款。1431年，教宗尤金四世在一份正式的教宗诏书中确认了他的让步协议。教宗保罗二世向枢机主教雅科波·皮科罗米尼·阿曼纳蒂承诺说，在选举后，他将立即保证遵守他的让步协议，但后来枢机主教们被要求同意对这份让步协议进行实质性的修改。今天，根据宗座宪令《主的普世羊群》的规定，在教宗选举前禁止签订选举让步协议。

## 威尼斯
威尼斯也拥有选举让步协议，即promissione ducale，其中最古老的契约是1192年遗留下来的。在选举新的威尼斯总督之前，由一个专门成立的委员会，即Correttori alle promissione ducale，起草总督宣言，总督必须在选举时宣读该宣言，并对其加以赞扬后才会加冕。从1595年起，每两个月都要向总督宣读一次他的总督委任状。在几个世纪的时间里，这份「契约」的内容变得越来越广泛，从1595年开始，它开始被印刷出来。马里诺·格里马尼的总督委托书有108页，乔瓦尼二世·科纳罗的有165页，最后一位总督卢多维克·马宁的委托书有301页。